# Saint-Pierre-de-Chignac
Pour les articles homonymes, voir Saint-Pierre.
Saint-Pierre-de-Chignac est une commune française située dans le département de la Dordogne, en région Nouvelle-Aquitaine.
De 1790 à 2015, la commune était le chef-lieu du canton de Saint-Pierre-de-Chignac.

## Géographie

### Généralités
Incluse dans l'aire d'attraction de Périgueux, la commune de Saint-Pierre-de-Chignac est située en Périgord blanc, au centre du département de la Dordogne.
Le bourg de Saint-Pierre-de-Chignac, traversé par la route départementale 6089 (l'ancienne route nationale 89), et par la ligne de chemin de fer Périgueux-Brive (gare de Saint-Pierre-de-Chignac) est situé, en distances orthodromiques, 12 kilomètres au sud-est de Périgueux et 17 kilomètres à l'ouest de Thenon. Le bourg ne se trouve qu'à huit kilomètres par la route de l'autoroute A89 et de son échangeur Périgueux Est.
La commune est bordée au sud-ouest par la route départementale 710 (l'ancienne route nationale 710) et par la ligne de chemin de fer de Niversac (Périgueux) à Agen qui suivent le cours du ruisseau de Saint-Geyrac. Deux autres routes départementales partent depuis le bourg de Saint-Pierre-de-Chignac, la D 45E vers Eyliac au nord, et la D 6 vers La Douze au sud.

### Communes limitrophes
Saint-Pierre-de-Chignac est limitrophe de cinq autres communes.
|                       | Bassillac et Auberoche  |                          |
| Boulazac Isle Manoire | Saint-Pierre-de-Chignac | Saint-Crépin-d'Auberoche |
|                       | La Douze                | Saint-Geyrac             |

### Géologie et relief

#### Géologie
Situé sur la plaque nord du Bassin aquitain et bordé à son extrémité nord-est par une frange du Massif central, le département de la Dordogne présente une grande diversité géologique. Les terrains sont disposés en profondeur en strates régulières, témoins d'une sédimentation sur cette ancienne plate-forme marine. Le département peut ainsi être découpé sur le plan géologique en quatre gradins différenciés selon leur âge géologique. Saint-Pierre-de-Chignac est située dans le troisième gradin à partir du nord-est, un plateau formé de calcaires hétérogènes du Crétacé.
Les couches affleurantes sur le territoire communal sont constituées de formations superficielles du Quaternaire et de roches sédimentaires datant pour certaines du Cénozoïque, et pour d'autres du Mésozoïque. La formation la plus ancienne, notée c4a(Bs), date du Santonien inférieur, composée de marnes à huîtres, calcaires crayeux en plaquettes gris à bryozoaires, puis grès carbonaté et sables jaunes (formation de Boussitran). La formation la plus récente, notée CFvs, fait partie des formations superficielles de type colluvions carbonatées de vallons secs : sable limoneux à débris calcaires et argile sableuse à débris. Le descriptif de ces couches est détaillé dans  la feuille « no 783 - Thenon » de la carte géologique au 1/50 000 de la France métropolitaine, et sa notice associée.

Carte géologique de Saint-Pierre-de-Chignac.

#### Relief et paysages
Le département de la Dordogne se présente comme un vaste plateau incliné du nord-est (491 m, à la forêt de Vieillecour dans le Nontronnais, à Saint-Pierre-de-Frugie) au sud-ouest (2 m à Lamothe-Montravel). L'altitude du territoire communal varie quant à elle entre 126 mètres à l'ouest, là où le Manoire quitte le territoire communal pour s'écouler sur celui de Boulazac Isle Manoire (territoire de l'ancienne commune de Sainte-Marie-de-Chignac), et 252 mètres au nord, au lieu-dit le Maine.
Dans le cadre de la Convention européenne du paysage entrée en vigueur en France le 1er juillet 2006, renforcée par la loi du 8 août 2016 pour la reconquête de la biodiversité, de la nature et des paysages, un atlas des paysages de la Dordogne a été élaboré sous maîtrise d’ouvrage de l’État et publié en octobre 2020. Les paysages du département s'organisent en huit unités paysagères,. La commune fait partie du Périgord central, un paysage vallonné, aux horizons limités par de nombreux bois, plus ou moins denses, parsemés de prairies et de petits champs.
La superficie cadastrale de la commune publiée par l'Insee, qui sert de référence dans toutes les statistiques, est de 15,70 km2,,. La superficie géographique, issue de la BD Topo, composante du Référentiel à grande échelle produit par l'IGN, est quant à elle de 15,78 km2.

### Hydrographie

#### Réseau hydrographique
La commune est située dans le bassin de la Dordogne au sein du Bassin Adour-Garonne. Elle est drainée par le Manoire et le ruisseau de Saint-Geyrac et par un petit cours d'eau, qui constituent un réseau hydrographique de 9 km de longueur totale,.
Le Manoire, d'une longueur totale de 27,07 km, prend sa source dans la commune de Thenon et se jette dans l'Isle en rive gauche à Lesparat, à Boulazac Isle Manoire, face à Trélissac,. Il traverse le nord de la commune d'est en ouest sur deux kilomètres et demi.
Le Saint-Geyrac, d'une longueur totale de 20,36 km, prend sa source à Fossemagne et se jette dans le Manoire en rive gauche à Boulazac Isle Manoire (territoire de l'ancienne commune de Boulazac),. Il arrose le territoire communal du sud-est à l'ouest sur cinq kilomètres et demi dont plus de trois kilomètres lui servent de limite naturelle en trois tronçons, face à La Douze.

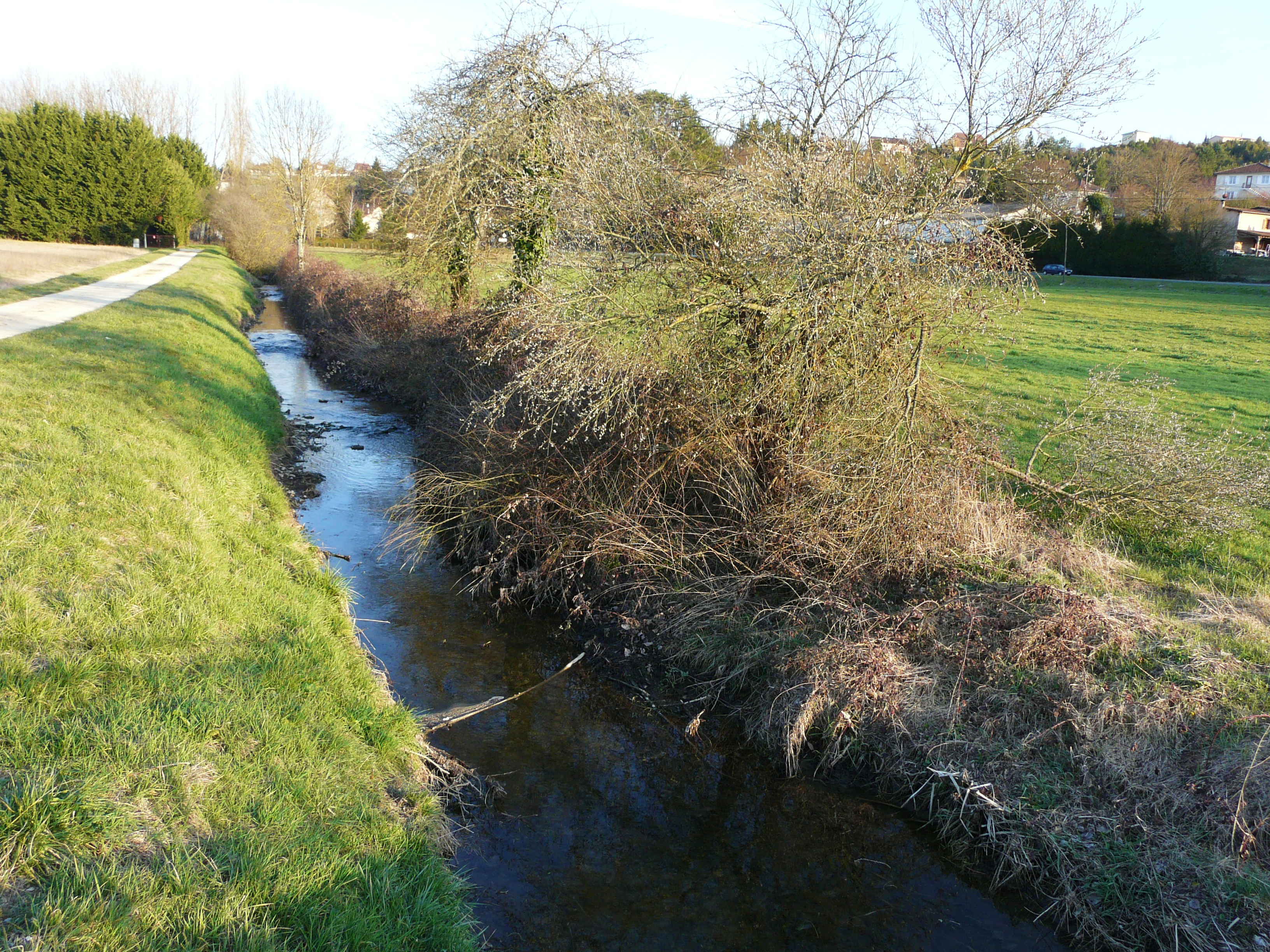
Le Manoire à l'ouest du bourg de Saint-Pierre-de-Chignac.
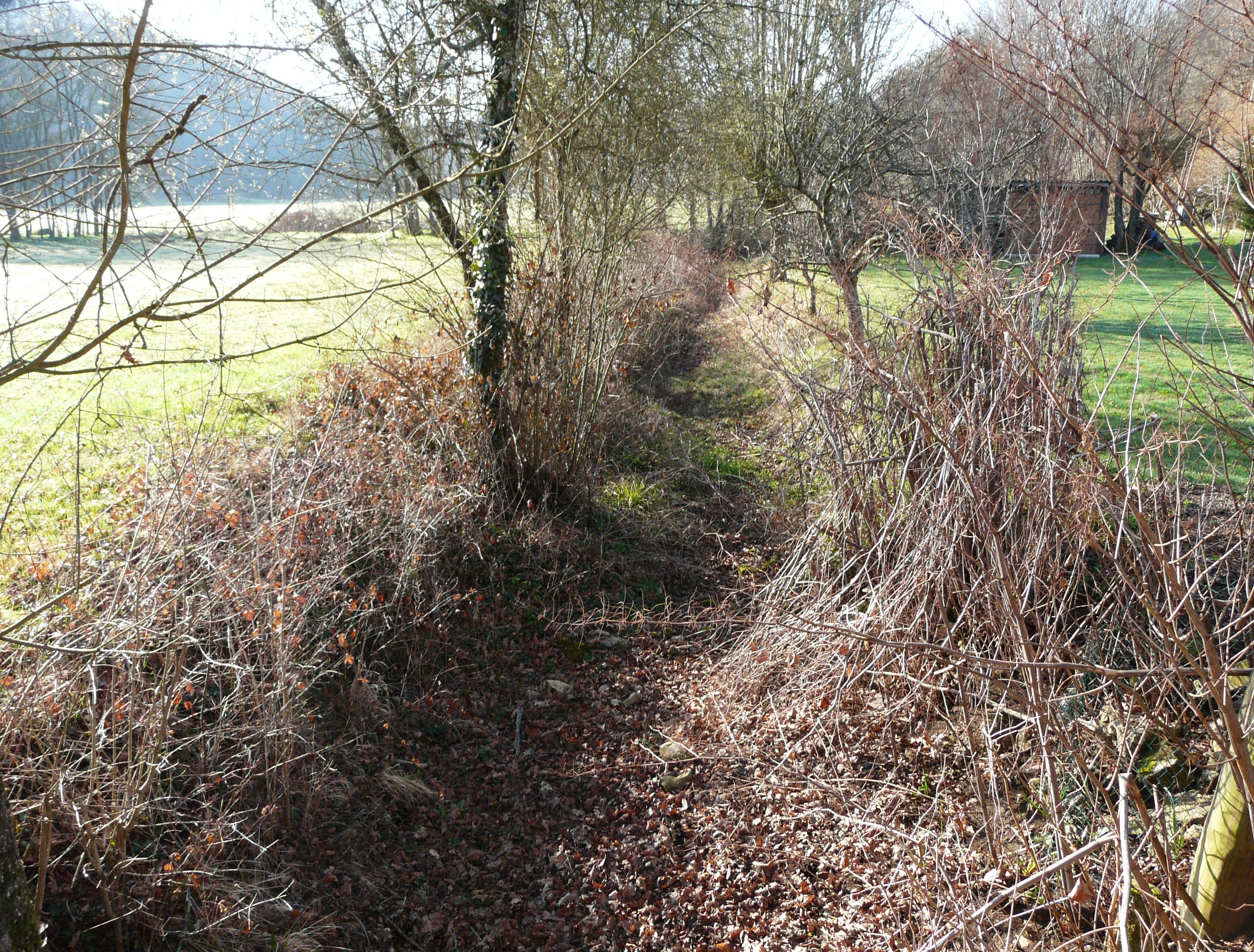
Près des Taupinies, le lit à sec du ruisseau de Saint-Geyrac marque la limite entre Saint-Pierre-de-Chignac (à gauche) et La Douze.
Réseaux hydrographique et routier de Saint-Pierre-de-Chignac.

#### Gestion et qualité des eaux
Le territoire communal est couvert par le schéma d'aménagement et de gestion des eaux (SAGE) « Isle - Dronne ». Ce document de planification, dont le territoire regroupe les bassins versants de l'Isle et de la Dronne, d'une superficie de 7 500 km2, a été approuvé le 2 août 2021. La structure porteuse de l'élaboration et de la mise en œuvre est l'établissement public territorial de bassin de la Dordogne (EPIDOR). Il définit sur son territoire les objectifs généraux d’utilisation, de mise en valeur et de protection quantitative et qualitative des ressources en eau superficielle et souterraine, en respect des objectifs de qualité définis dans le troisième SDAGE  du Bassin Adour-Garonne qui couvre la période 2022-2027, approuvé le 10 mars 2022.
La qualité des eaux de baignade et des cours d’eau peut être consultée sur un site dédié géré par les agences de l’eau et l’Agence française pour la biodiversité.

### Climat
Pour des articles plus généraux, voir Climat de la Nouvelle-Aquitaine et Climat de la Dordogne.
En 2010, le climat de la commune est de type climat océanique altéré, selon une étude s'appuyant sur une série de données couvrant la période 1971-2000. En 2020, Météo-France publie une typologie des climats de la France métropolitaine dans laquelle la commune est toujours exposée à un climat océanique altéré et est dans la région climatique  Aquitaine, Gascogne, caractérisée par une pluviométrie abondante au printemps, modérée en automne, un faible ensoleillement au printemps, un été chaud (19,5 °C), des vents faibles, des brouillards fréquents en automne et en hiver et des orages fréquents en été (15 à 20 jours).
Pour la période 1971-2000, la température annuelle moyenne est de 12,1 °C, avec  une amplitude thermique annuelle de 15 °C. Le cumul annuel moyen de précipitations est de 935 mm, avec 12,6 jours de précipitations en janvier et 7 jours en juillet. Pour la période 1991-2020, la température moyenne annuelle observée sur la station météorologique la plus proche, située sur la commune de Bassillac et Auberoche à 4 km à vol d'oiseau, est de 13,1 °C et le cumul annuel moyen de précipitations est de 480,0 mm. Pour l'avenir, les paramètres climatiques de la commune estimés pour 2050 selon différents scénarios d’émission de gaz à effet de serre sont consultables sur un site dédié publié par Météo-France en novembre 2022.

## Urbanisme

### Typologie
Au 1er janvier 2024, Saint-Pierre-de-Chignac est catégorisée commune rurale à habitat dispersé, selon la nouvelle grille communale de densité à 7 niveaux définie par l'Insee en 2022.
Elle est située hors unité urbaine. Par ailleurs la commune fait partie de l'aire d'attraction de Périgueux, dont elle est une commune de la couronne,. Cette aire, qui regroupe 49 communes, est catégorisée dans les aires de 50 000 à moins de 200 000 habitants,.

### Occupation des sols
L'occupation des sols de la commune, telle qu'elle ressort de la base de données européenne d’occupation biophysique des sols Corine Land Cover (CLC), est marquée par l'importance des forêts et milieux semi-naturels (57,5 % en 2018), une proportion sensiblement équivalente à celle de 1990 (56,9 %). La répartition détaillée en 2018 est la suivante : 
forêts (53,8 %), zones agricoles hétérogènes (30,7 %), prairies (9,1 %), milieux à végétation arbustive et/ou herbacée (3,7 %), zones urbanisées (2,6 %), terres arables (0,1 %). L'évolution de l’occupation des sols de la commune et de ses infrastructures peut être observée sur les différentes représentations cartographiques du territoire : la carte de Cassini (XVIIIe siècle), la carte d'état-major (1820-1866) et les cartes ou photos aériennes de l'IGN pour la période actuelle (1950 à aujourd'hui).

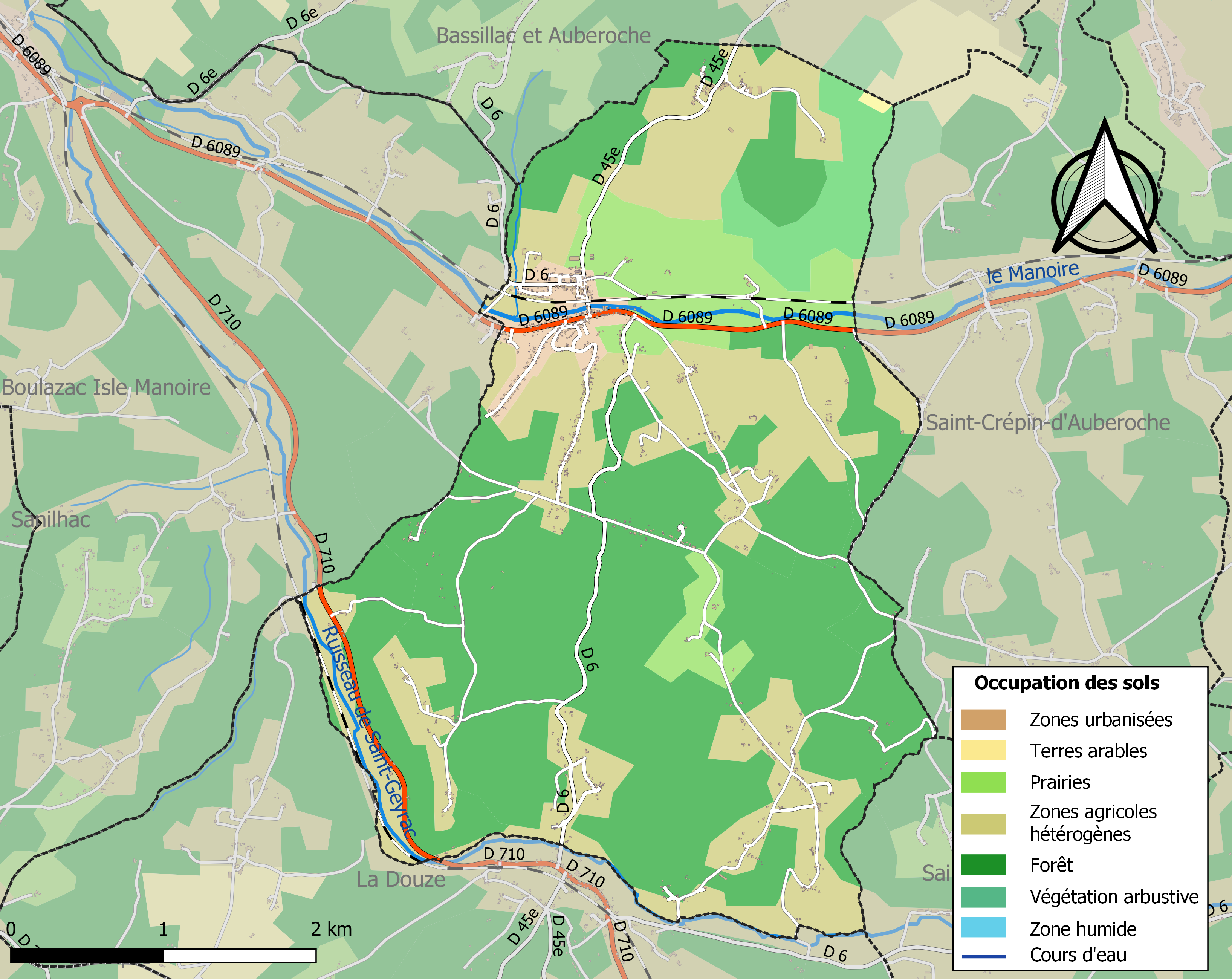
Carte des infrastructures et de l'occupation des sols de la commune en 2018 (CLC).

### Aménagements communaux
Après des travaux d'embellissement et de sécurisation en 2016 de la traversée du bourg par la route départementale 6089, une maison médicale est inaugurée en avril 2017 ; d'autres équipements publics sont attendus : un gymnase en 2018 et une nouvelle école en 2019.

### Prévention des risques
Le territoire de la commune de Saint-Pierre-de-Chignac est vulnérable à différents aléas naturels : météorologiques (tempête, orage, neige, grand froid, canicule ou sécheresse), inondations, feux de forêts, mouvements de terrains et séisme (sismicité très faible). Il est également exposé à un risque technologique, le transport de matières dangereuses. Un site publié par le BRGM permet d'évaluer simplement et rapidement les risques d'un bien localisé soit par son adresse soit par le numéro de sa parcelle.

#### Risques naturels

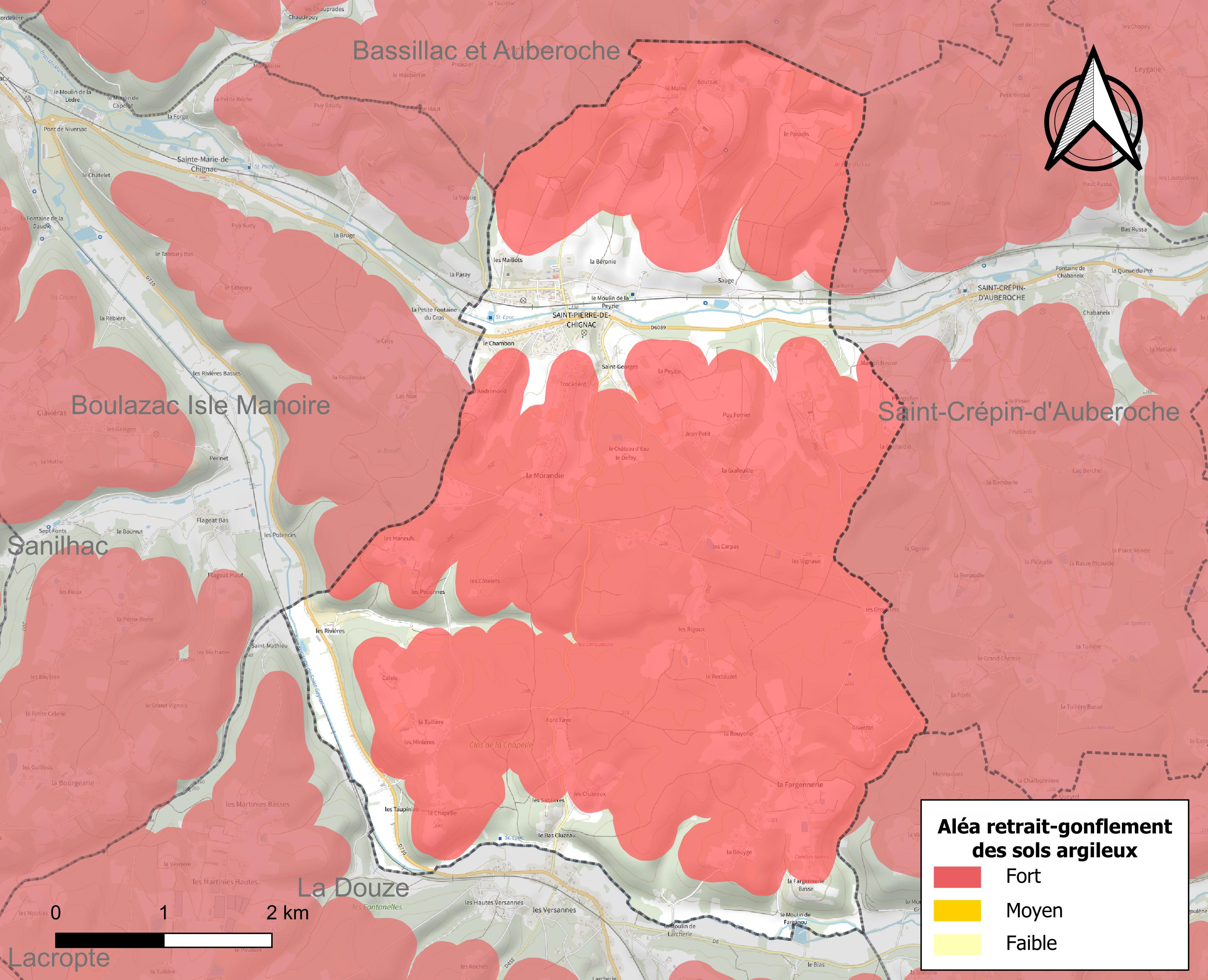
Carte des zones d'aléa retrait-gonflement des sols argileux de Saint-Pierre-de-Chignac.

Certaines parties du territoire communal sont susceptibles d’être affectées par le risque d’inondation par débordement de cours d'eau, notamment le Manoire et le Saint-Geyrac. La commune a été reconnue en état de catastrophe naturelle au titre des dommages causés par les inondations et coulées de boue survenues en 1982, 1983, 1996 et 1999,. Le risque inondation est pris en compte dans l'aménagement du territoire de la commune par le biais du plan de prévention des risques inondation (PPRI) de la « vallée du Manoire »  prescrit le 11 mai 2010 et approuvé le 6 avril 2012, pour les crues du Manoire,.
Saint-Pierre-de-Chignac est exposée au risque de feu de forêt. L’arrêté préfectoral du 14 mars 2013 fixe les conditions de pratique des incinérations et de brûlage dans un objectif de réduire le risque de départs d’incendie. À ce titre, des périodes sont déterminées : interdiction totale du 15 février au 15 mai et du 15 juin au 15 octobre, utilisation réglementée du 16 mai au 14 juin et du 16 octobre au 14 février. En septembre 2020, un plan inter-départemental de protection des forêts contre les incendies (PidPFCI) a été adopté pour la période 2019-2029,.
Les mouvements de terrains susceptibles de se produire sur la commune sont des tassements différentiels. Le retrait-gonflement des sols argileux est susceptible d'engendrer des dommages importants aux bâtiments en cas d’alternance de périodes de sécheresse et de pluie. 78,9 % de la superficie communale est en aléa moyen ou fort (58,6 % au niveau départemental et 48,5 % au niveau national métropolitain). Depuis le 1er octobre 2020, en application de la loi ÉLAN, différentes contraintes s'imposent aux vendeurs, maîtres d'ouvrages ou constructeurs de biens situés dans une zone classée en aléa moyen ou fort,.
La commune a été reconnue en état de catastrophe naturelle au titre des dommages causés par la sécheresse en 1989, 1992 et 2011 et par des mouvements de terrain en 1999.

## Toponymie

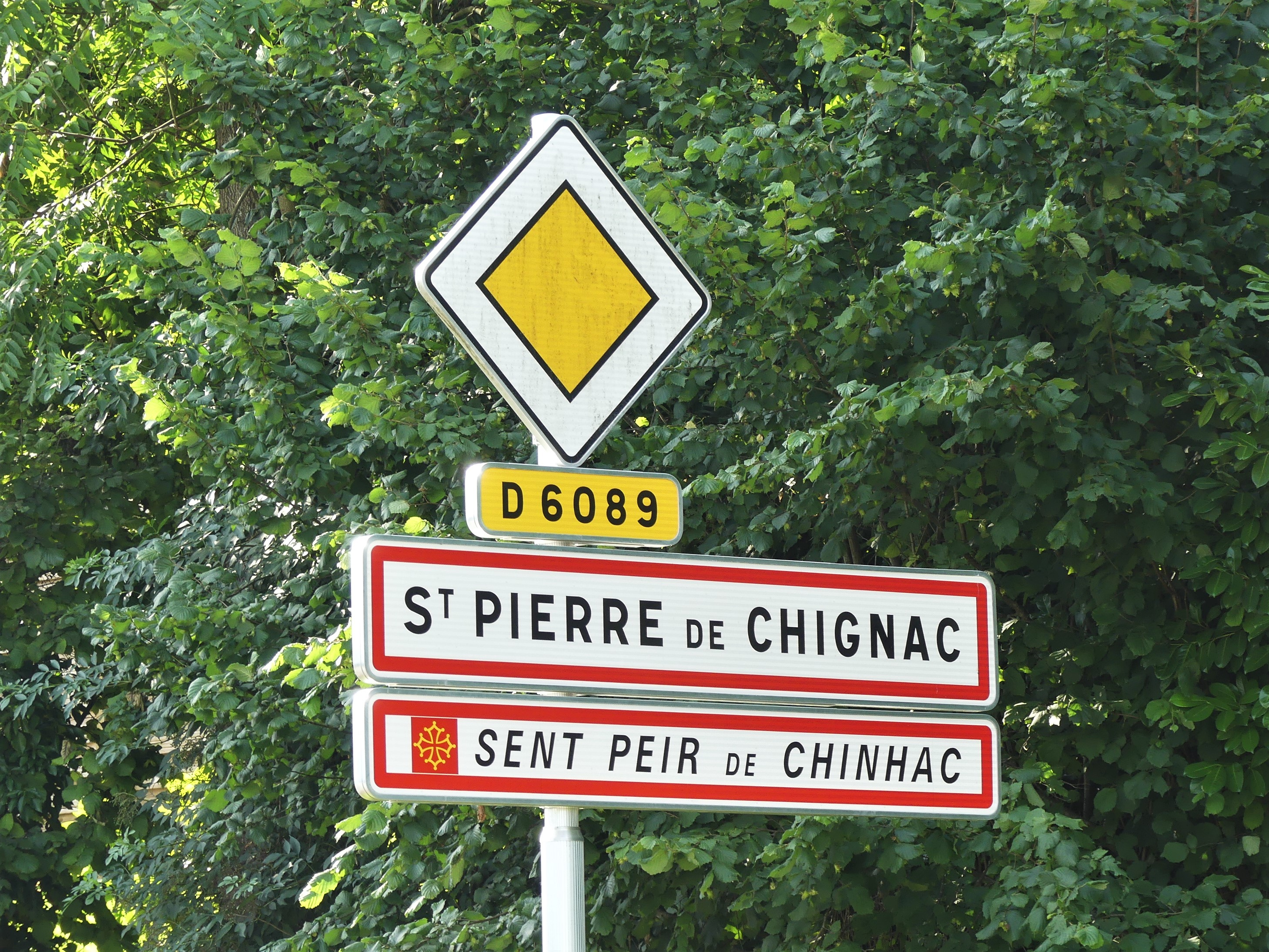
Panneaux d'entrée en français et occitan.

Le nom de Saint-Pierre-de-Chignac fait référence à l'apôtre saint Pierre. La seconde partie du nom correspond à un personnage d'origine gallo-romane, Can(n)nius, prolongé du suffixe -acum, indiquant le « domaine de Can(n)nius ».
En occitan, la commune porte le nom de Sent Peir de Chinhac,.

## Histoire
Le territoire communal fut habité dès l'époque gallo-romaine.
La première mention écrite connue du lieu, Sanctus Petrus de Chinhaco, remonte à l'an 1365 et se réfère à son église.
Au XIVe siècle, la paroisse de Saint-Pierre-de-Chignac dépendait de la châtellenie d'Auberoche avant d'être vendue en 1544 à Henri II, roi de Navarre, vicomte de Limoges et comte du Périgord.

## Politique et administration

### Rattachements administratifs et électoraux
Dès 1790, la commune de Saint-Pierre-de-Chignac est le chef-lieu du canton de Saint-Pierre-de-Chignac qui dépend du district de Perigueux jusqu'en 1795, date de suppression des districts. En 1801, le canton dépend de l'arrondissement de Périgueux.
Dans le cadre de la réforme de 2014 définie par le décret du 21 février 2014, ce canton disparaît aux élections départementales de mars 2015. La commune est alors rattachée au canton d'Isle-Manoire dont le bureau centralisateur est fixé à Boulazac.

### Intercommunalité
Fin 1993, Saint-Pierre-de-Chignac intègre dès sa création la communauté de communes Atur-Marsaneix-Saint-Pierre-de-Chignac qui devient en 2002 la communauté de communes Atur-Saint-Pierre-de-Chignac. Celle-ci est dissoute fin 2006, et Saint-Pierre-de-Chignac rejoint la communauté de communes Isle Manoire en Périgord. Cette intercommunalité est dissoute au 31 décembre 2013 et remplacée au 1er janvier 2014 par Le Grand Périgueux.

### Administration municipale
La population de la commune étant comprise entre 500 et 1 499 habitants au recensement de 2017, quinze conseillers municipaux ont été élus en 2020,.

### Liste des maires

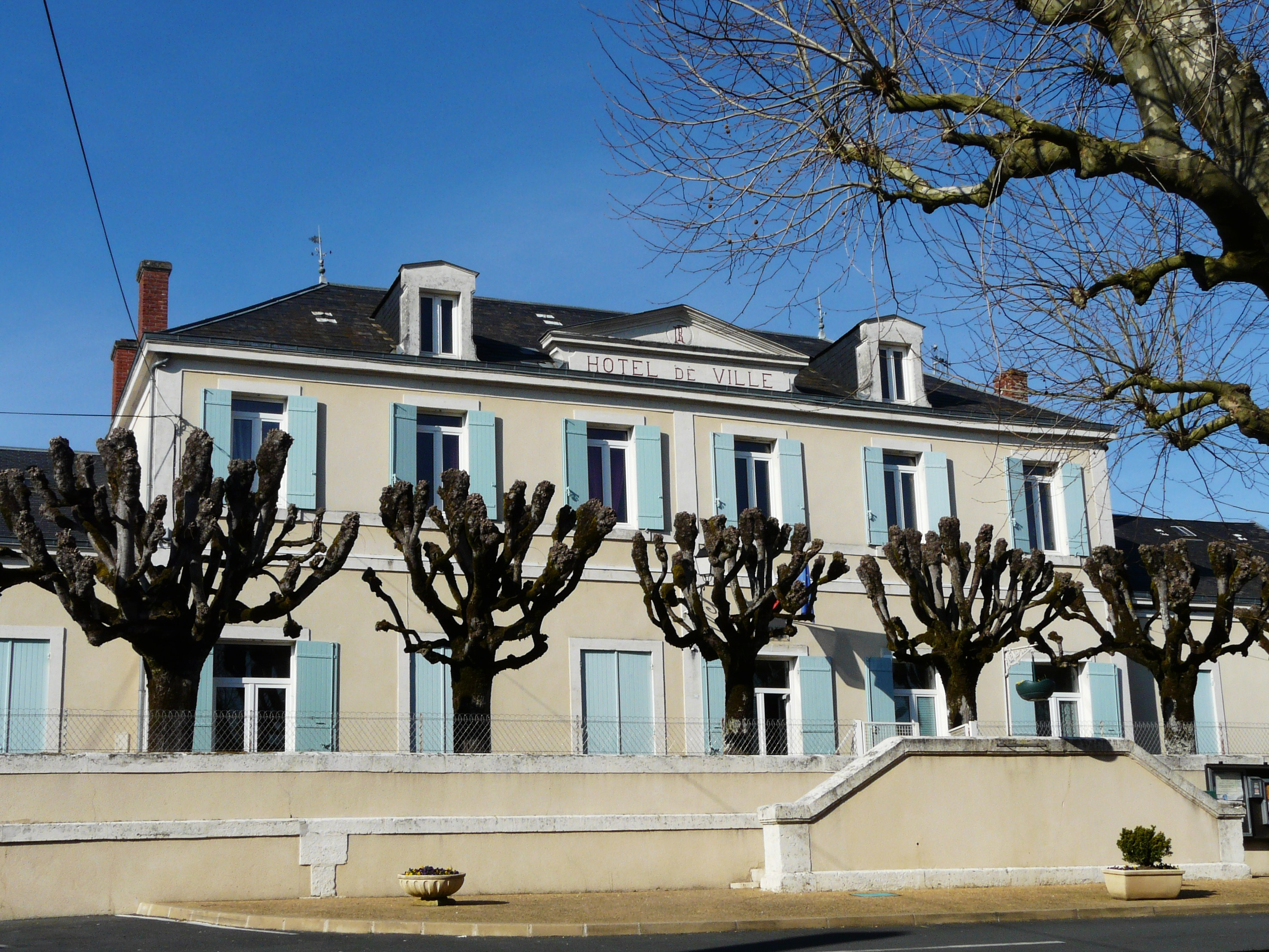
La mairie.

## Équipements et services publics

### Enseignement
La commune dispose d'un groupe scolaire intégrant école maternelle et école primaire.

### Santé
En avril 2017 est inaugurée une maison médicale qui regroupe en mai 2021, trois médecins généralistes, une dentiste, une ergothérapeute, quatre infirmières, deux kinésithérapeutes, une orthophoniste, pédicure-podologue, ostéopathe, des psychomotriciennes, psychologue et sophrologue, avant l'arrivée d'une pédiatre prévue pour le mois suivant.

### Justice
En 2023, dans le domaine judiciaire, Saint-Pierre-de-Chignac relève : 
- du tribunal judiciaire, du tribunal pour enfants, du conseil de prud'hommes et du tribunal de commerce de Périgueux ;
- du pôle Nationalité du tribunal judiciaire de Périgueux (compétent uniquement dans le domaine de la nationalité) ;
- de la cour d'appel, du tribunal administratif et de la  cour administrative d'appel de Bordeaux.

## Population et société

### Démographie
Les habitants de Saint-Pierre-de-Chignac sont les Chignacois.
L'évolution du nombre d'habitants est connue à travers les recensements de la population effectués dans la commune depuis 1793. Pour les communes de moins de 10 000 habitants, une enquête de recensement portant sur toute la population est réalisée tous les cinq ans, les populations de référence des années intermédiaires étant quant à elles estimées par interpolation ou extrapolation. Pour la commune, le premier recensement exhaustif entrant dans le cadre du nouveau dispositif a été réalisé en 2007.

En 2022, la commune comptait 944 habitants, en évolution de +8,63 % par rapport à 2016 (Dordogne : +0,37 %, France hors Mayotte : +2,11 %).
| 1793 | 1800 | 1806 | 1821 | 1831 | 1836 | 1841 | 1846 | 1851 |
| ---- | ---- | ---- | ---- | ---- | ---- | ---- | ---- | ---- |
| 569  | 536  | 550  | 799  | 760  | 818  | 868  | 863  | 806  |

| 1856 | 1861 | 1866 | 1872 | 1876 | 1881 | 1886  | 1891  | 1896 |
| ---- | ---- | ---- | ---- | ---- | ---- | ----- | ----- | ---- |
| 876  | 896  | 910  | 865  | 909  | 950  | 1 030 | 1 014 | 952  |

| 1901 | 1906 | 1911 | 1921 | 1926 | 1931 | 1936 | 1946 | 1954 |
| ---- | ---- | ---- | ---- | ---- | ---- | ---- | ---- | ---- |
| 894  | 823  | 786  | 713  | 679  | 690  | 700  | 691  | 677  |

| 1962 | 1968 | 1975 | 1982 | 1990 | 1999 | 2006 | 2007 | 2012 |
| ---- | ---- | ---- | ---- | ---- | ---- | ---- | ---- | ---- |
| 664  | 675  | 654  | 718  | 771  | 777  | 776  | 776  | 839  |

| 2017 | 2022 | - | - | - | - | - | - | - |
| ---- | ---- | - | - | - | - | - | - | - |
| 871  | 944  | - | - | - | - | - | - | - |

## Économie

### Emploi
En 2015, parmi la population communale comprise entre 15 et 64 ans, les actifs représentent 389 personnes, soit 44,9 % de la population municipale. Le nombre de chômeurs (cinquante-deux) a augmenté par rapport à 2010 (trente-quatre) et le taux de chômage de cette population active s'établit à 13,3 %.

### Établissements
Au 31 décembre 2015, la commune compte 78 établissements, dont quarante au niveau des commerces, transports ou services, quatorze relatifs au secteur administratif, à l'enseignement, à la santé ou à l'action sociale, dix dans la construction, sept dans l'agriculture, la sylviculture ou la pêche, et sept dans l'industrie.

## Culture locale et patrimoine

### Lieux et monuments

#### Patrimoine civil
- Château de Lardimalie, XIXe siècle, inscrit au titre des monuments historiques depuis 1984[63], sur un site inscrit à titre pittoresque depuis 1980, sur près de 180 hectares[64],[65].
- Chai de Lardimalie, datant de 1902, transformé en musée[66] en 2009, inscrit au titre des monuments historiques en 2010[67].
- Château des Maillots[68], aménagé en chambres d'hôtes[69].
- Chartreuse du Fayard (ou de Fayard)[70],[71].
- Chartreuse de la Peysie, « maison rustique du XVIe siècle »[72],[73].
- Halle.
- Lavoir double à l'est du bourg.

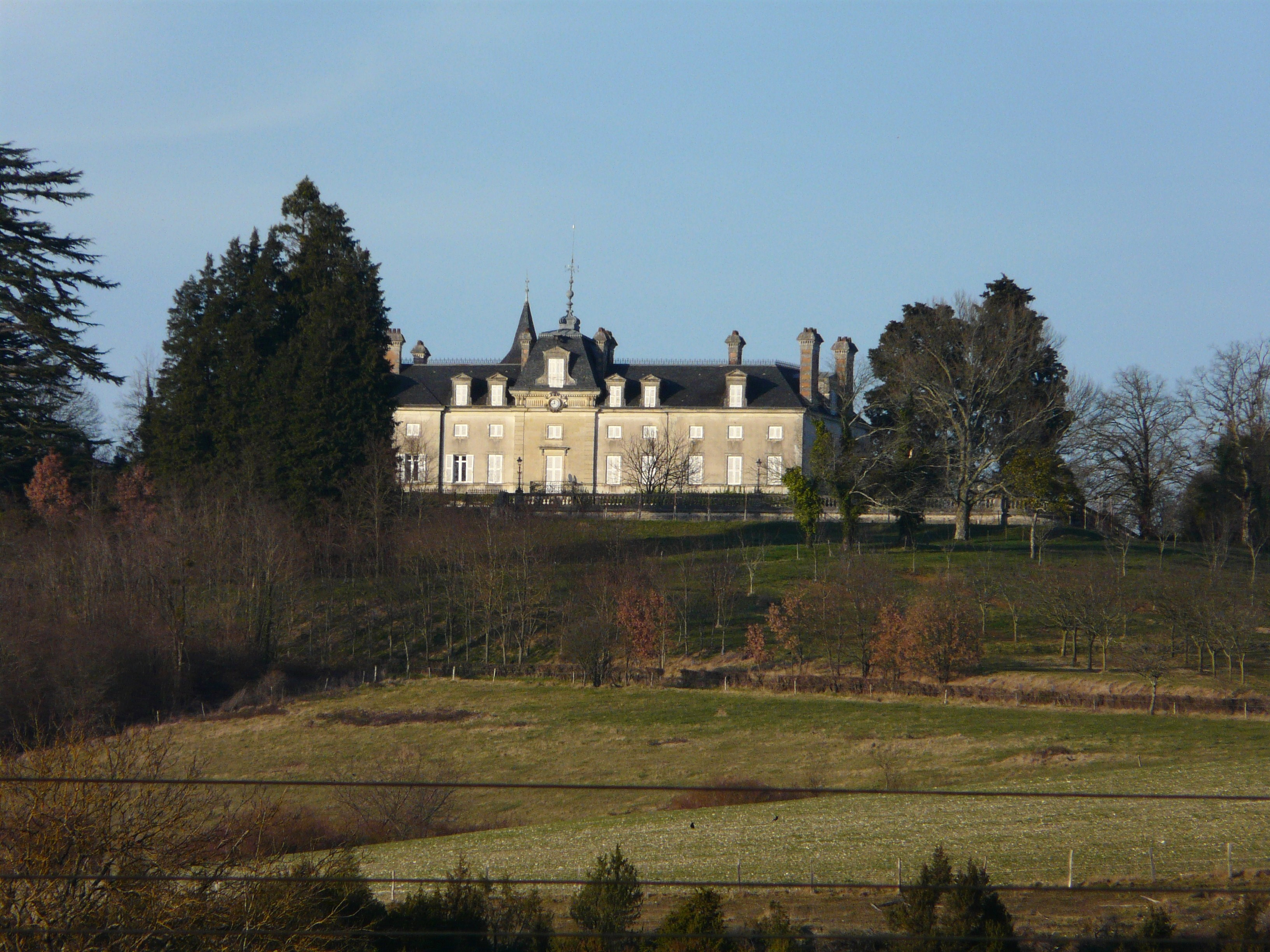
Le château de Lardimalie.
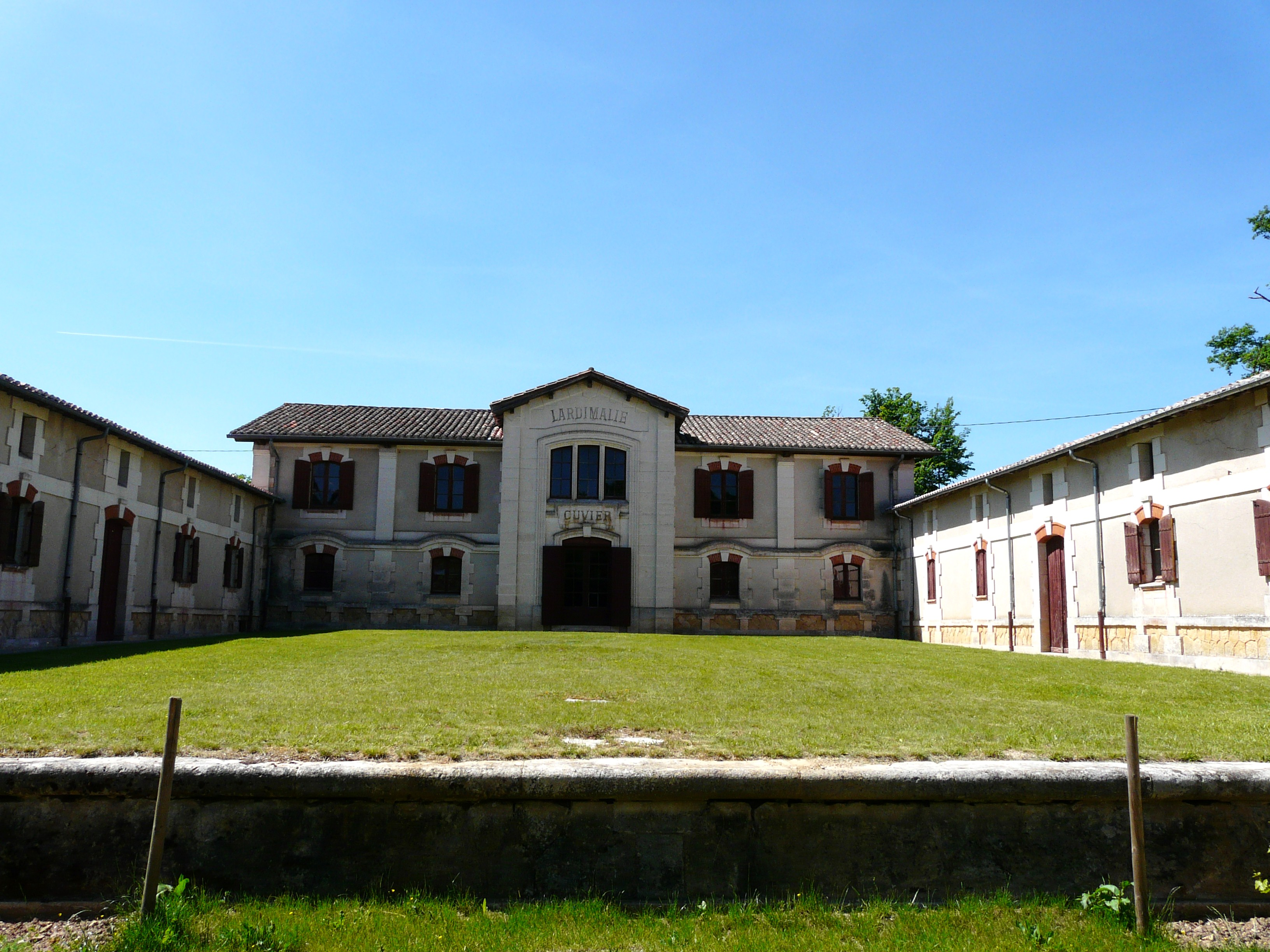
Le chai de Lardimalie.
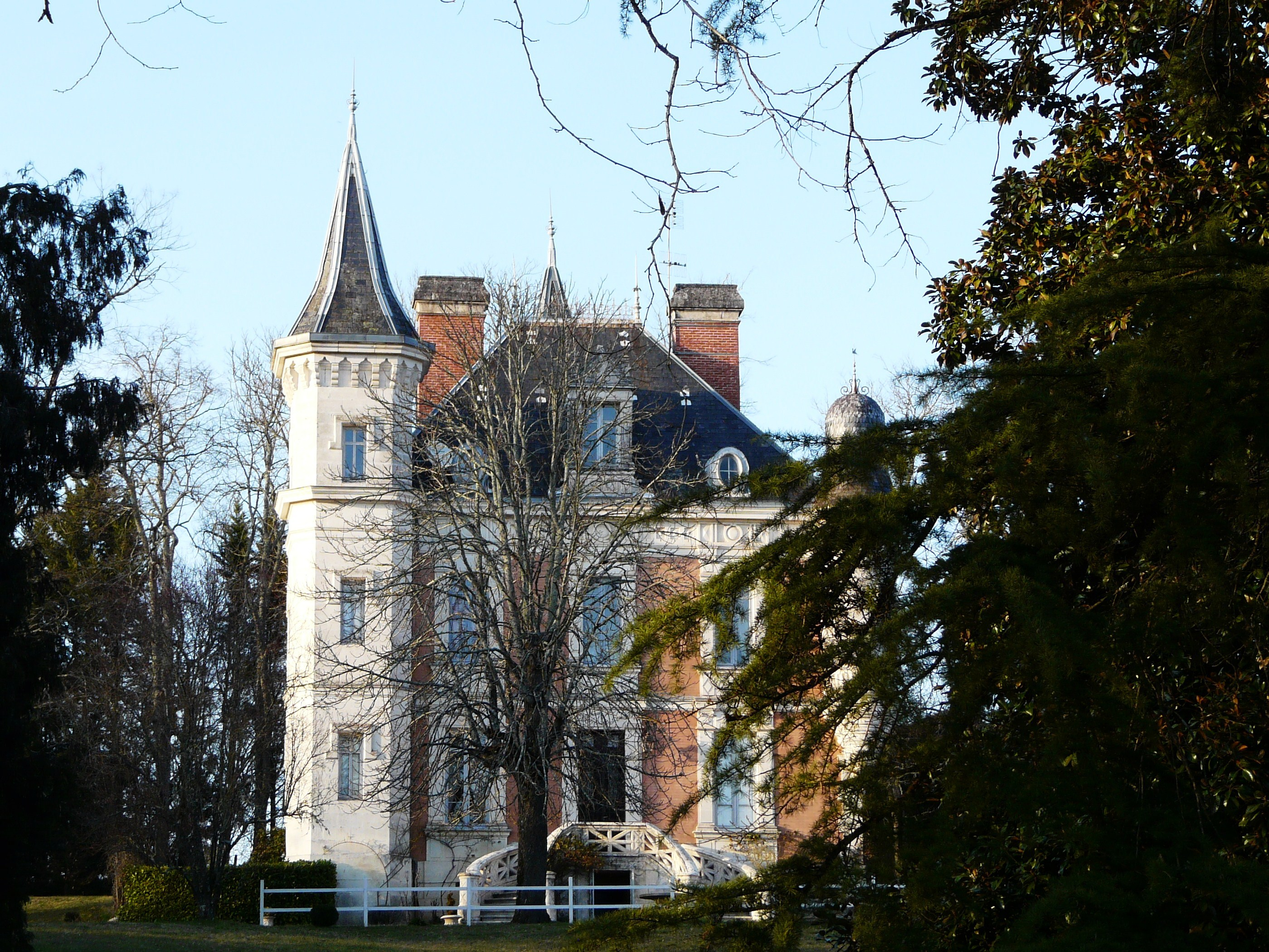
Le château des Maillots.
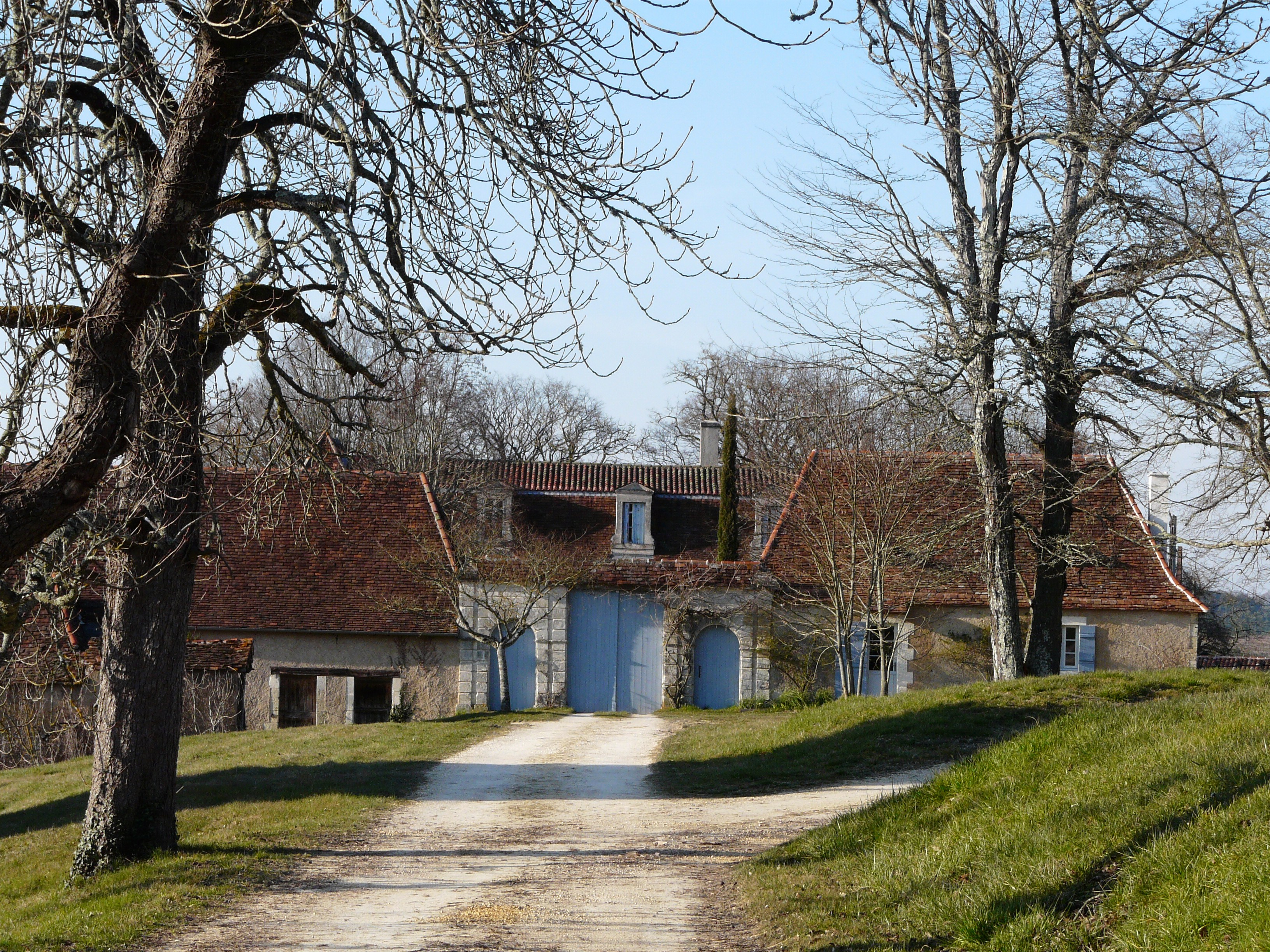
La chartreuse du Fayard.
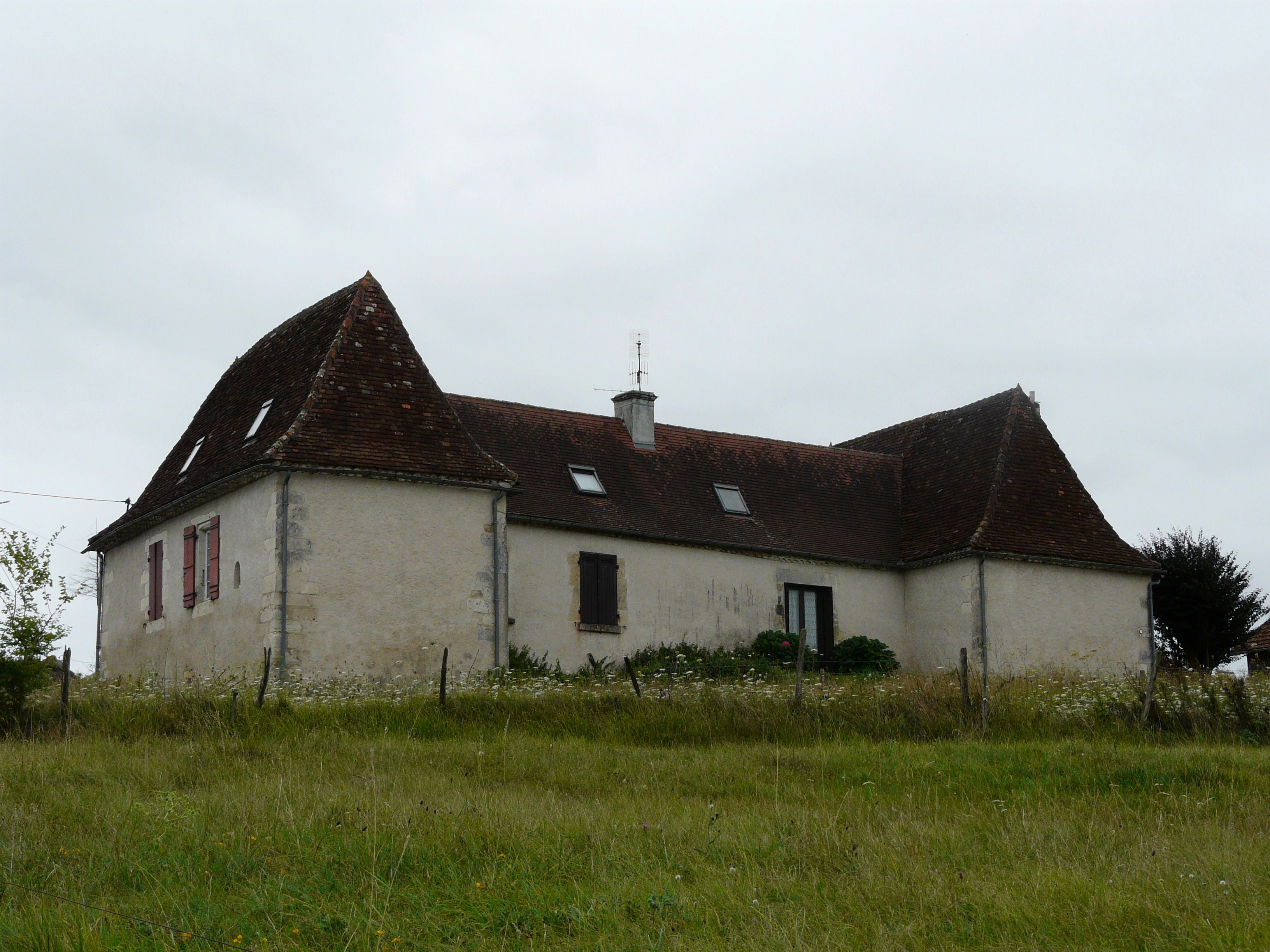
La chartreuse de la Peysie.
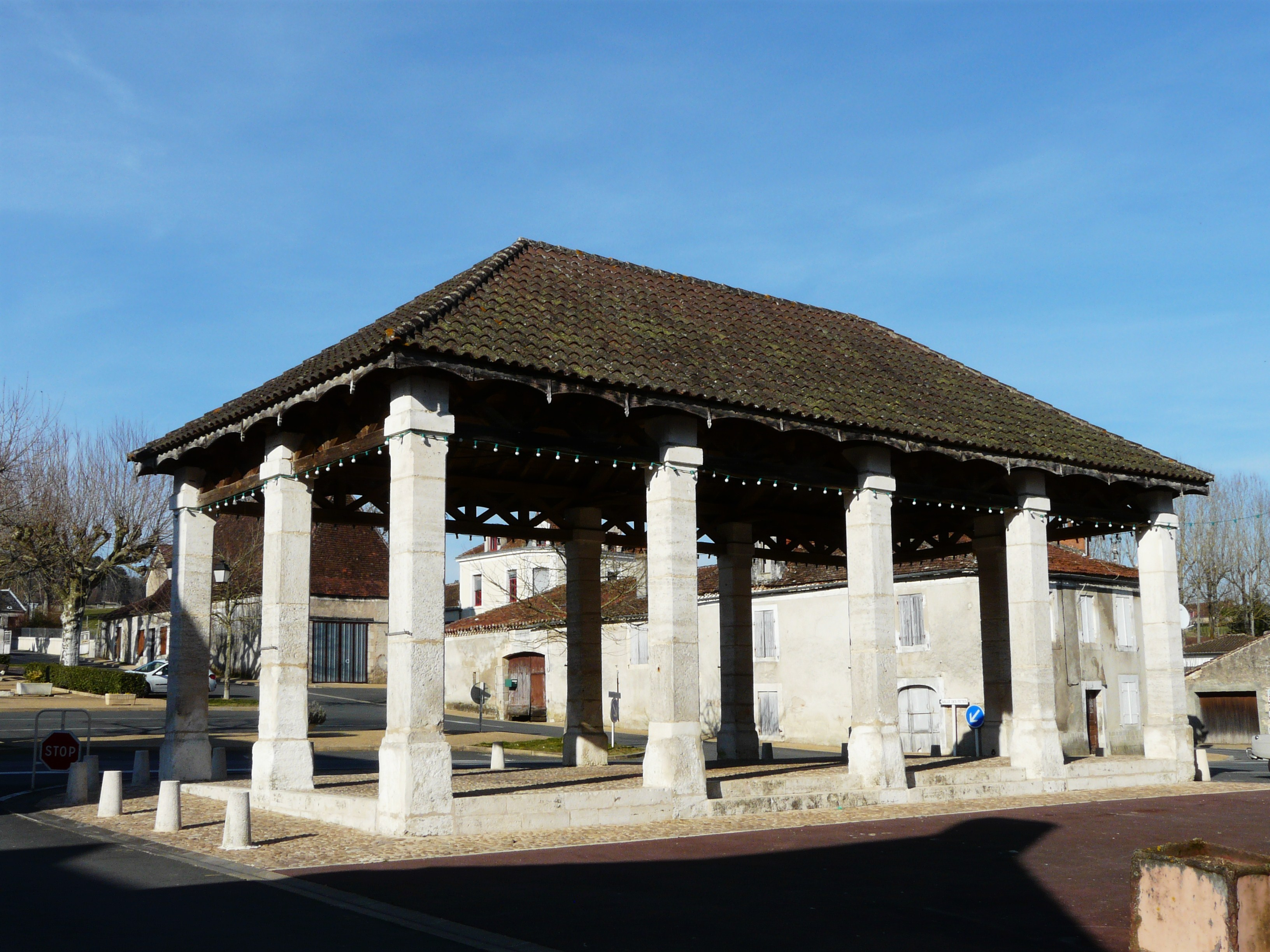
La halle.
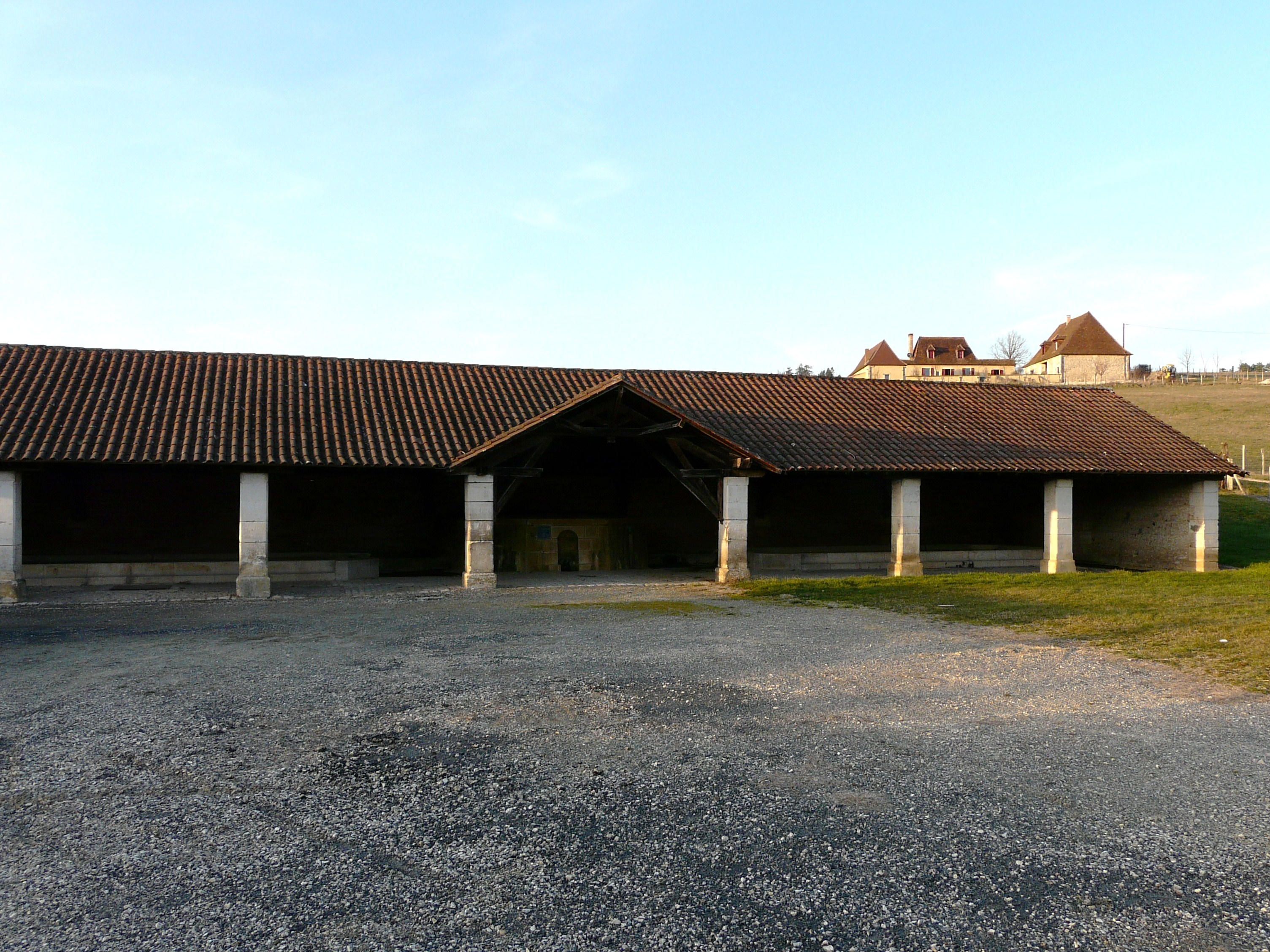
Le lavoir double.
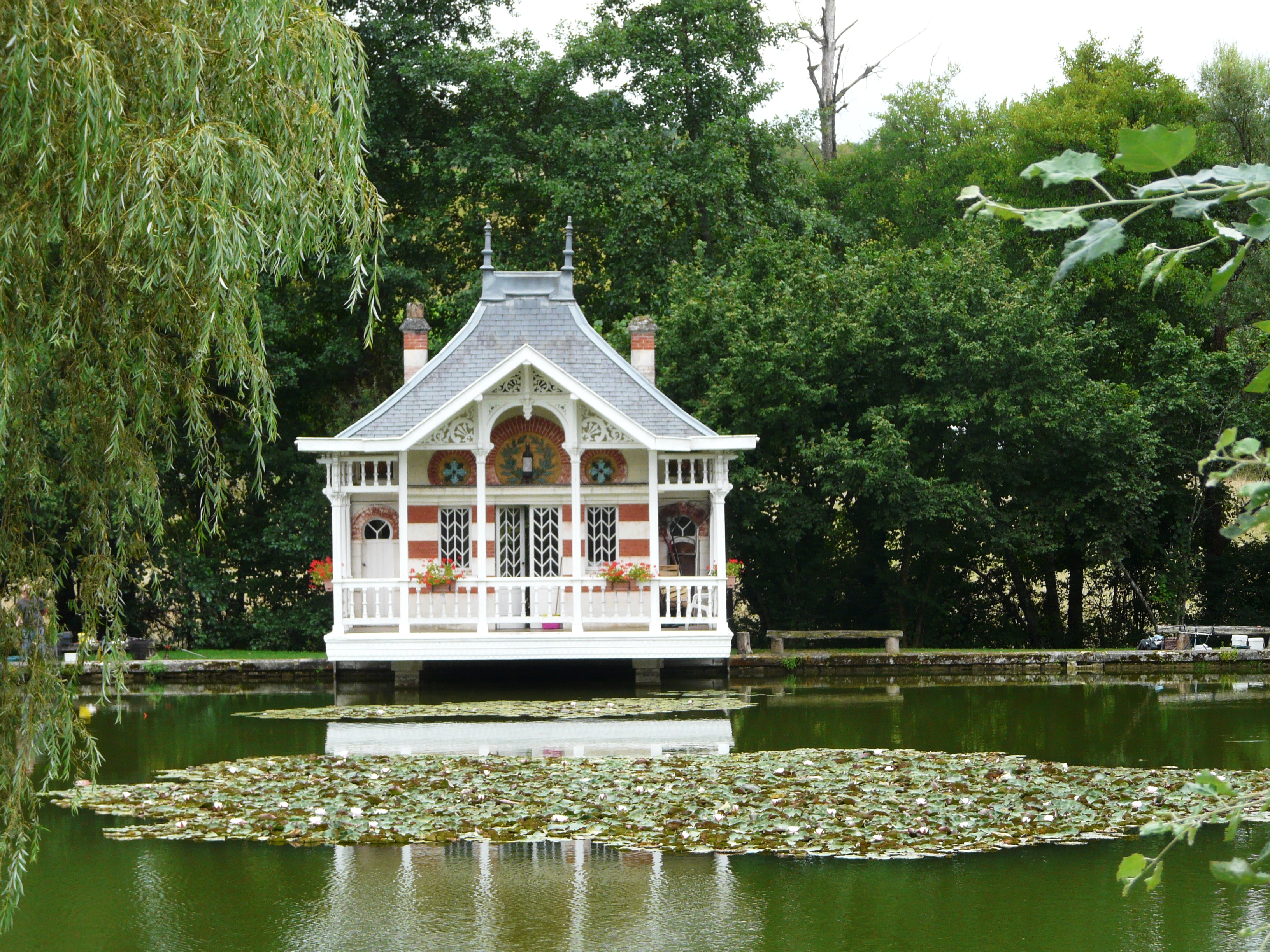
Pavillon de pêche au bord de l'étang de Sauge.

#### Patrimoine urbain
Sur sept hectares au nord de la ligne ferroviaire, la majeure partie du vieux bourg de Saint-Pierre-de-Chignac est un site inscrit à titre pittoresque depuis 1979,.

#### Patrimoine religieux
Église Saint-Pierre-ès-Liens, d'origine romane avec un clocher du XIXe siècle. Contrairement à la plupart des églises, son portail n'ouvre pas à l'ouest mais à l'est.
Lors de la dispersion du mobilier de la chartreuse de Vauclaire à Montpon-Ménestérol, quleques objets protégés au titre des monuments historiques ont été rapatriés dans l'église Saint-Pierre-ès-Liens : un lutrin du XVIIe siècle, classé en 1956, deux antiphonaires de 1612 classés en 2002 et une stalle du XVIIe siècle, inscrite en 1973. En outre, l'église recèle deux sculptures du XVIIe siècle, représentant le Christ en croix, en bois, inscrit en 1974, et une Pietà, en calcaire, inscrite en 1973.

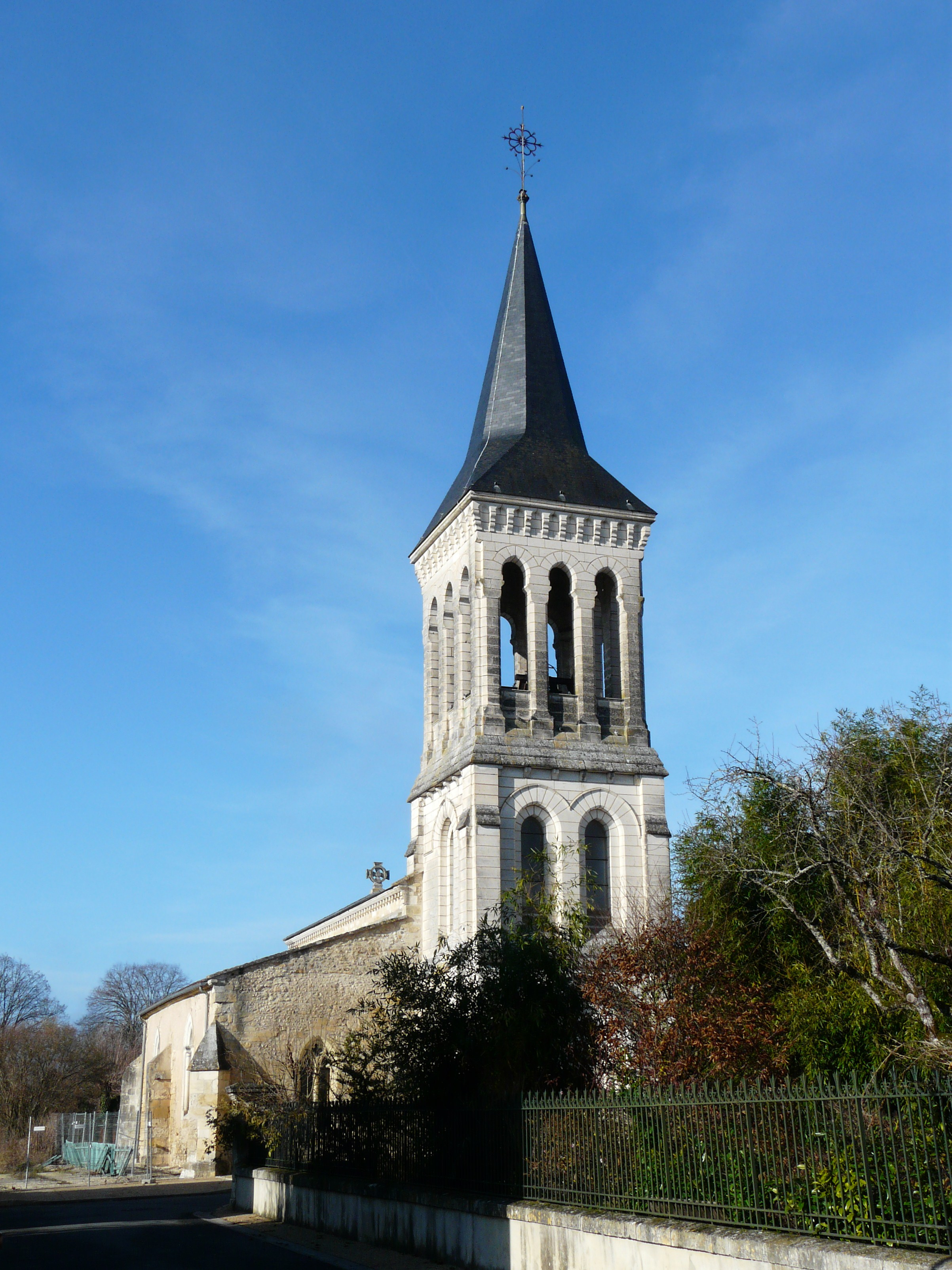
Le clocher de l'église Saint-Pierre-ès-Liens.
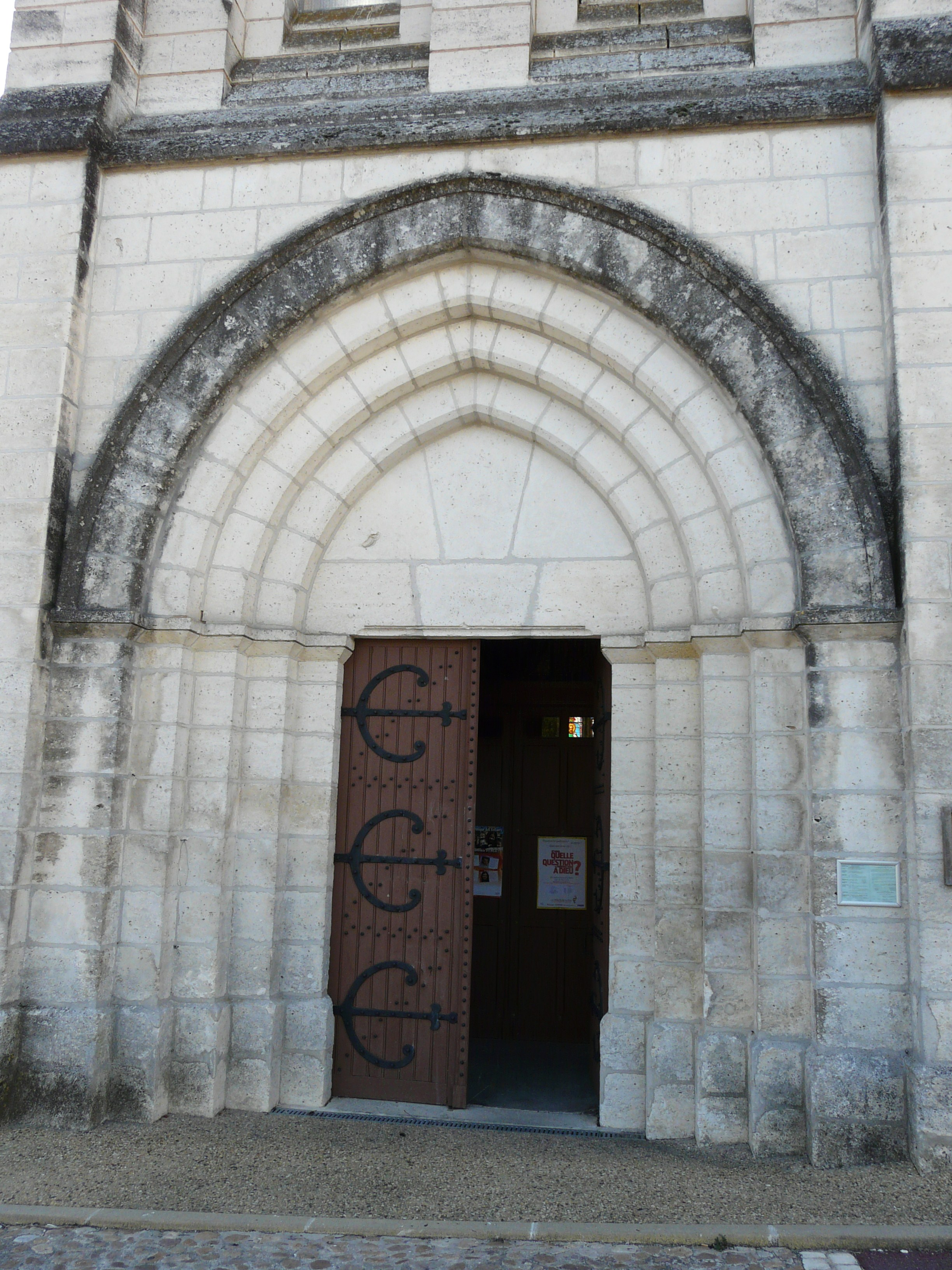
Son portail.
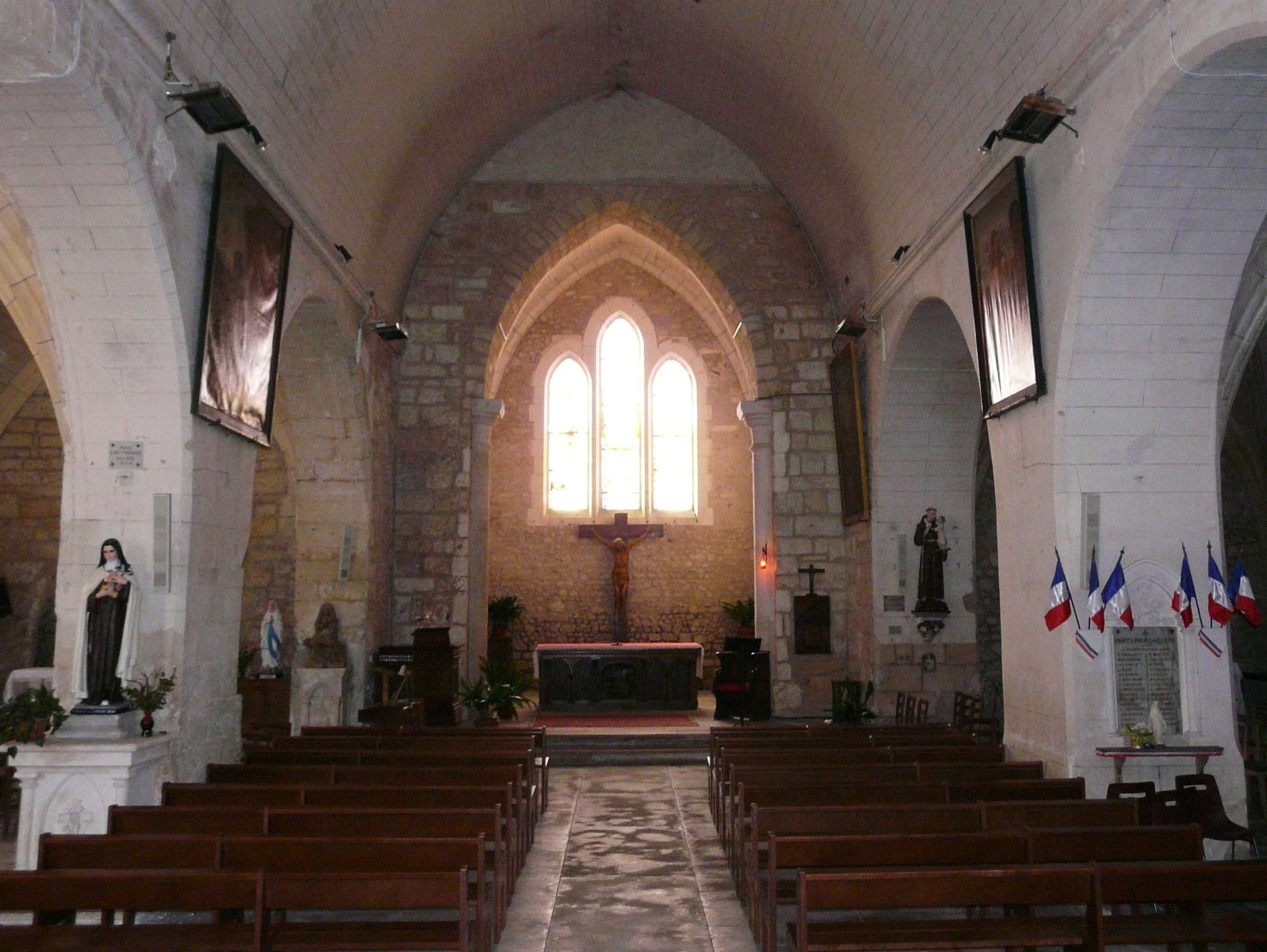
Sa nef.
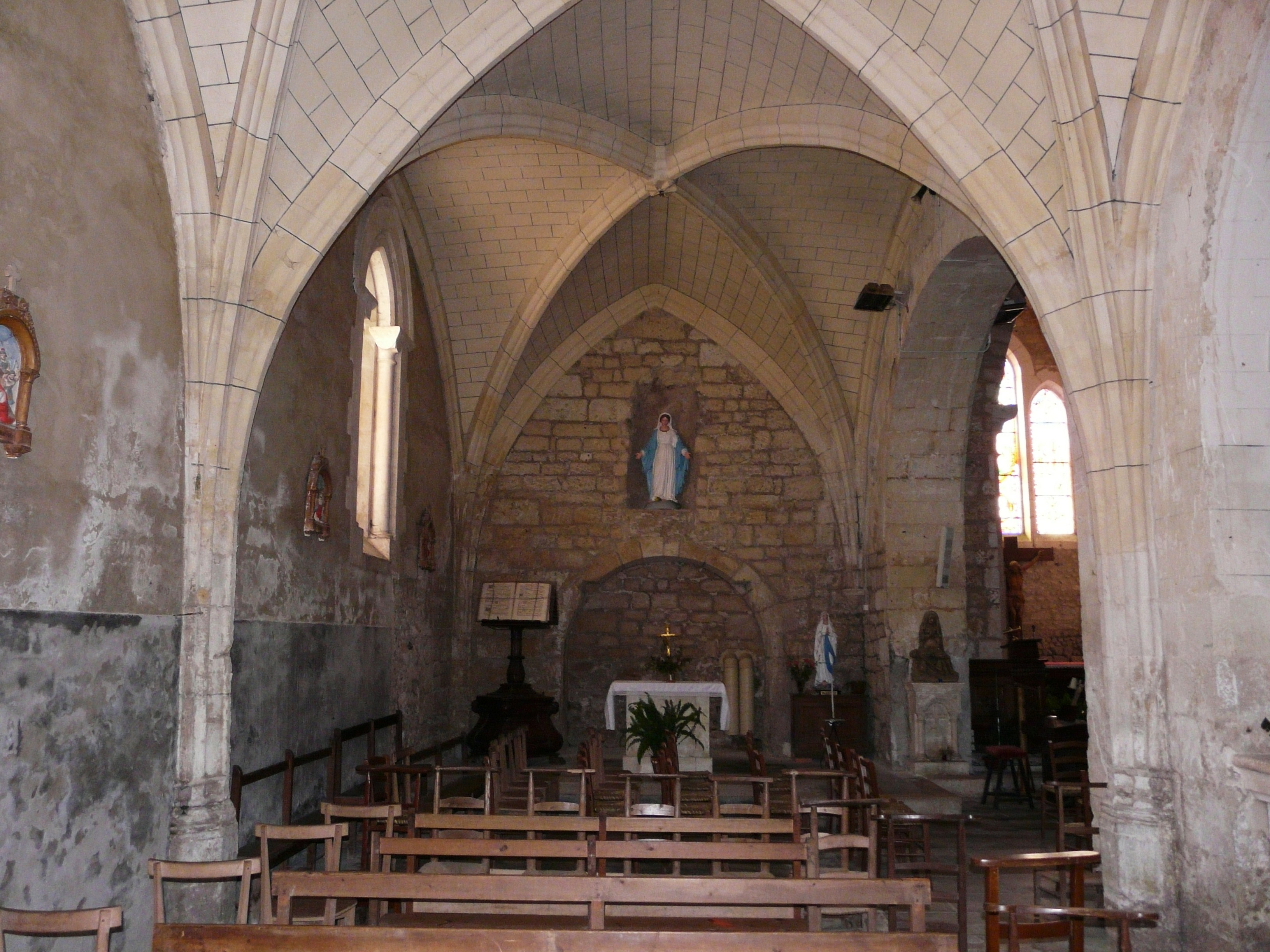
Le collatéral sud.
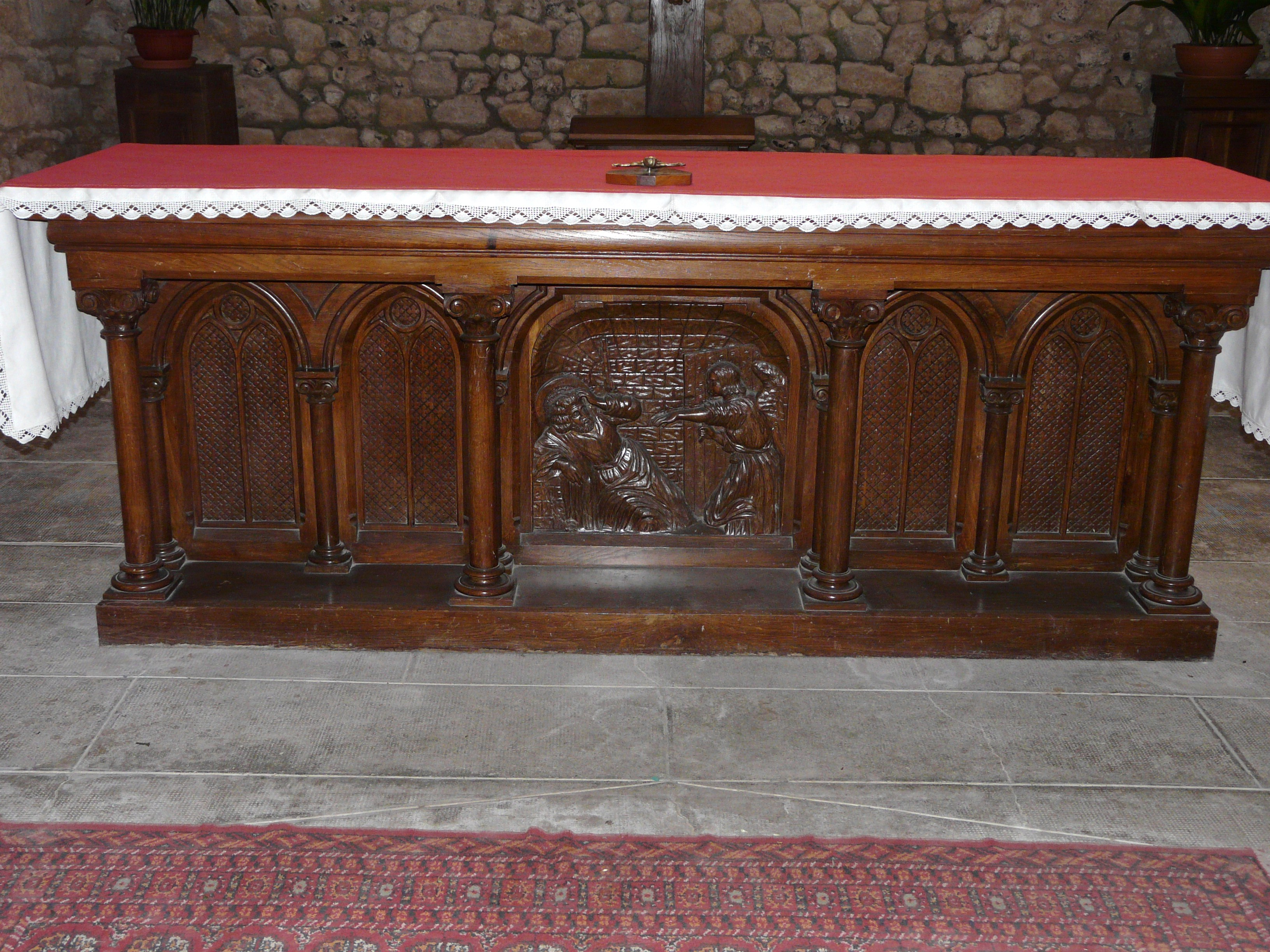
Le maître-autel.
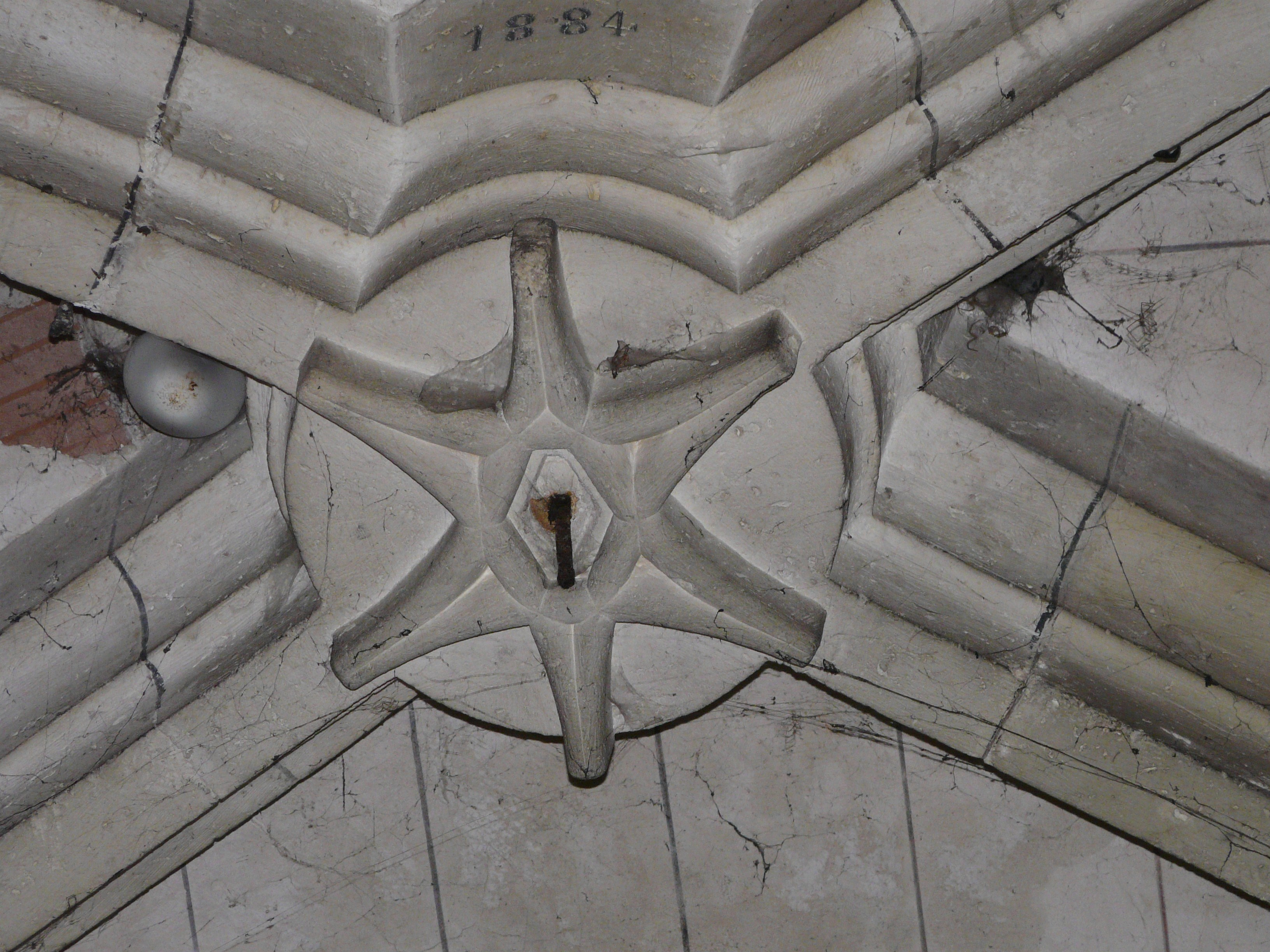
Une clé de voûte.

### Personnalités liées à la commune
- Louis de Foucauld de Lardimalie (1735-1805), né et décédé château de Lardimalie, militaire et homme politique, député de la noblesse aux États généraux de 1789.

### Héraldique
| Blason de Saint-Pierre-de-Chignac | Blason  | Parti, au 1er de gueules au lion d'or, au 2nd d'or à la chaîne en sautoir de gueules terminée par des maillons brisés. |
| Blason de Saint-Pierre-de-Chignac | Détails | Le statut officiel du blason reste à déterminer.                                                                       |

## Pour approfondir